# Politikåret 1910

## Händelser
- 2 februari - Wollert Konow efterträder Gunnar Knudsen som Norges statsminister.[1]
- 23 februari - Förslag om utredning av totalt rusdrycksförbud faller i Sveriges riksdag.
- 31 mars - Luigi Luzzatti efterträder Sidney Sonnino som Italiens konseljpresident.[2]
- 1 maj - The National Association for the Advancement of Colored People (N.A.A.C.P.) bildas i New York. Organisationen blir en föregångare i kampen för de svartas mänskliga rättigheter i USA.
- 31 maj - Sydafrikanska Unionen proklameras. Unionen består av Kapkolonin, Natal, Transvaal och Oranjefristaten.[3] I det första valet vinner South African Party över Unionspartiet, och boergeneralen Louis Botha blir premiärminister.
- 27 juni - Sveriges Arbetares Centralorganisation (SAC) bildas av syndikalistiska utbrytare ur LO, eftersom dessa är missnöjda med LO efter storstrejken.
- 2 juli - Sveriges riksdag antar Lex Hinke om förbud för information om preventivmedel.
- 4 juli - Klaus Berntsen efterträder Carl Theodor Zahle som Danmarks konseljpresident.[4]
- 12 juli - En svensk expedition landstiger på Spetsbergen, för att annektera en del av ön för svensk räkning, eftersom man vill utvinna kol där.
- 16 augusti - Man gör den svenska annekteringen på Spetsbergen officiell, genom att uppsätta en ny "annekteringsskylt", varefter expeditionen ger sig av hemåt.
- 22 augusti - Japan annekterar Korea och döper området till Cho-sen.
- 28 augusti - Kungariket Montenegro utropas.[5]
- 5 oktober - Revolution i Portugal igångsatt av armén och flottan. Kung Manuel II tvingas fly till Storbritannien. En republik proklameras med författaren Theophilo Braga som landets första president.

## Val och folkomröstningar
- 15 januari–10 februari – Parlamentsval i Storbritannien.
- 3–19 december – Parlamentsval i Storbritannien.

## Organisationshändelser
- Maj – Labour Party bildas i Sydafrika.
- Okänt datum – I Tyskland går Freisinnige Volkspartei, Freisinnige Vereinigung och Deutsche Volkspartei samman och bildar Fortschrittliche Volkspartei.

## Födda
- 11 april – António de Spínola, Portugals president 1974.
- 26 maj – Adolfo López Mateos, Mexikos president 1958–1964.
- 16 juni – Juan Velasco Alvarado, Perus president 1968–1975.
- 21 juli – Viggo Kampmann, Danmarks statsminister 1960–1962.
- 14 december – Óscar Osorio, El Salvadors president 1950–1956.

## Avlidna
- 9 mars – Fredrik von Otter, Sveriges statsminister 1900–1902.
- 26 april – Garretson Gibson, Liberias president 1900–1904.
- 1 maj – Pierre Nord Alexis, Haitis president 1902–1908.

### Fotnoter
1. ↑  ”Norway” (på engelska). World Statesmen. http://www.worldstatesmen.org/Norway.htm. Läst 2 augusti 2015.
2. ↑  ”Italy” (på engelska). World Statesmen. http://www.worldstatesmen.org/Italy.htm. Läst 31 juli 2015.
3. ↑  ”South Africa” (på engelska). World Statesmen. http://www.worldstatesmen.org/South_Africa.html. Läst 7 november 2012.
4. ↑  ”Denmark” (på engelska). World Statesmen. http://www.worldstatesmen.org/Denmark.html. Läst 2 augusti 2015.
5. ↑  ”Montenegro” (på engelska). World Statesmen. http://www.worldstatesmen.org/Montenegro.html. Läst 23 november 2012.